# Jacky Schoenaker
Jacky Schoenaker (Rotterdam, 28 juli 1988) is een Nederlands hockeyster.
Schoenaker maakte op 14 juli 2013 haar debuut in de Nederlandse hockeyploeg in een oefenwedstrijd tegen België (3-2 verlies).
De middenveldster begon op 6-jarige leeftijd met hockeyen bij Qui Vive en kwam vanaf de B-jeugd via twee seizoenen bij Hurley uit voor de Amsterdamsche Hockey & Bandy Club. Schoenaker werd in 2009 en 2013 landskampioen met de dames van Amsterdam.
Schoenaker is de dochter van ex-profvoetballer Dick Schoenaker.